# Mistrovství světa v šachu žen 1937
Šestý turnaj mistrovství světa v šachu žen proběhl v červenci a v srpnu v roce 1937 ve Stockholmu v Švédsku. Turnaj uspořádala FIDE v rámci 7. šachové olympiády. Zúčastnilo se 26 šachistek ze 16 zemí (Rakousko, Anglie, Maďarsko, Německo, Dánsko, Itálie, Irsko,Lotyšsko, Nizozemsko, Norsko, Palestina, Polsko, USA, Skotsko, Švédsko a Československo). Hrálo švýcarským systémem na 14 kol. S plným počtem bodů zvítězila Věra Menčíková reprezentující Československo. Druhá skončila Clarice Beniniová z Itálie s 10 body a o třetí místo se s 9 body dělily Milda Lauberteová z Lotyšska a Sonja Grafová z Německa.

## Tabulka
| #     | šachistka                     | země           | počet bodů |
| ----- | ----------------------------- | -------------- | ---------- |
| 1     | Věra Menčíková                | Československo | 14         |
| 2     | Clarice Beniniová             | Itálie         | 10         |
| 3-4   | Milda Laubertová              | Lotyšsko       | 9          |
|       | Sonja Grafová                 | Německo        | 9          |
| 5     | Mary Bainová                  | USA            | 8½         |
| 6-7   | Mona May Karffová             | Palestina      | 8          |
|       | Nelly Fišerová                | Československo | 8          |
| 8-9   | Ingeborg Anderssonová         | Švédsko        | 7½         |
|       | Mary Gilchristová             | Skotsko        | 7½         |
| 10-16 | Róża Hermanowá                | Polsko         | 7          |
|       | Catharina Roodzantová         | Nizozemsko     | 7          |
|       | E. St. Johnová                | Anglie         | 7          |
|       | Anna Anderssonová             | Švédsko        | 7          |
|       | Regina Gerlecká               | Polsko         | 7          |
|       | Clara Faragóová               | Maďarsko       | 7          |
|       | Edith Hollowayová             | Anglie         | 7          |
| 17-20 | Barbara Fleröw-Bułhaková      | Polsko         | 6½         |
|       | Gisela Harumová               | Rakousko       | 6½         |
|       | Salome Reischerová            | Rakousko       | 6½         |
|       | Olga Menčíková                | Československo | 6½         |
| 21-22 | Florence Frankland Thomsonová | Skotsko        | 6          |
|       | Ingrid Larsenová              | Dánsko         | 6          |
| 23    | Katarina Beskowová            | Švédsko        | 5½         |
| 24    | A.M.S. O'Shannonová           | Irsko          | 5          |
| 25    | Ruth Bloch Nakkerudová        | Norsko         | 2          |
| 26    | Elisabeth Mellbyeová          | Norsko         | 1          |